# Carnin
Carnin est une commune française située dans le département du Nord, en région Hauts-de-France. Carnin a fait partie de la communauté de communes de la Haute Deûle, en Flandre française, qui a choisi de rejoindre la Métropole européenne de Lille en 2020.

## Géographie

### Localisation
Carnin se situe dans le Carembault en Flandre romane à 14 km au sud-ouest de Lille (22 km par la route).

### Communes limitrophes
|           | Allennes-les-Marais | Gondecourt Chemy (par un quadripoint) |
| Annœullin | Carnin              | Camphin-en-Carembault                 |
|           | Carvin              |                                       |

### Hydrographie

#### Réseau hydrographique
La commune est située dans le bassin Artois-Picardie. Elle est drainée par le fossé du Plat d'Allennes,.

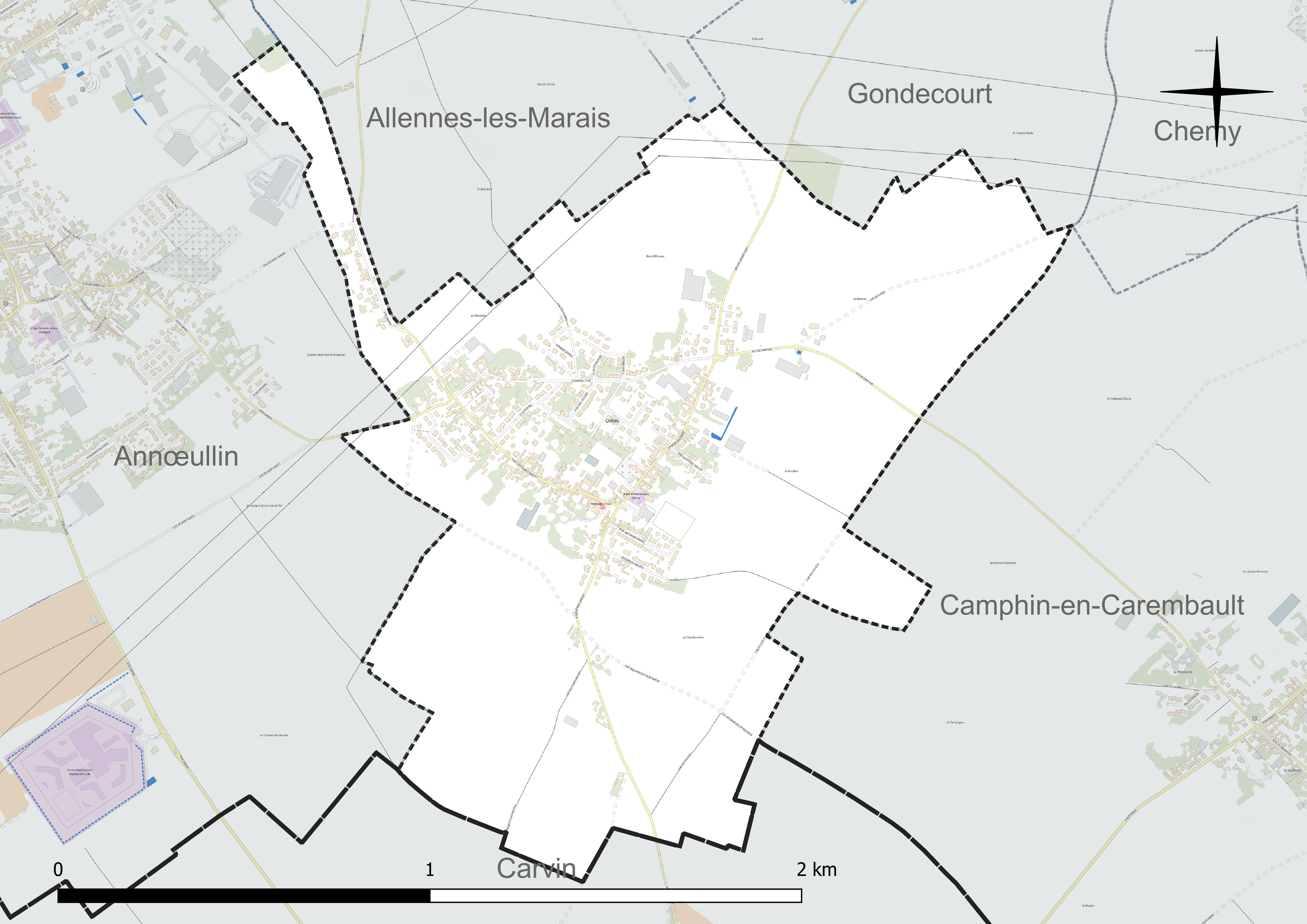
Réseau hydrographique de Carnin.

#### Gestion et qualité des eaux
Le territoire communal est couvert par le schéma d'aménagement et de gestion des eaux (SAGE) « Marque Deûle ». Ce document de planification concerne un territoire de 1 120 km2 de superficie, délimité par les bassins versants de la Marque et de la Deûle, formant une vaste cuvette sédimentaire de 40 km de long et de 25 km de large, où la pente est très faible. Le périmètre a été arrêté le 2 décembre 2005 et le SAGE proprement dit a été approuvé le 9 mars 2020. La structure porteuse de l'élaboration et de la mise en œuvre est la Métropole européenne de Lille. 
La qualité des cours d'eau peut être consultée sur un site spécial géré par les agences de l'eau et l'Agence française pour la biodiversité. 

### Climat
Pour des articles plus généraux, voir Climat des Hauts-de-France et Climat du Nord.
En 2010, le climat de la commune est de type climat océanique dégradé des plaines du Centre et du Nord, selon une étude du CNRS s'appuyant sur une série de données couvrant la période 1971-2000. En 2020, Météo-France publie une typologie des climats de la France métropolitaine dans laquelle la commune est exposée à un climat océanique et est dans la région climatique  Nord-est du bassin Parisien, caractérisée par un ensoleillement médiocre, une pluviométrie moyenne régulièrement répartie au cours de l'année et un hiver froid (3 °C).
Pour la période 1971-2000, la température annuelle moyenne est de 10,5 °C, avec une amplitude thermique annuelle de 14,4 °C. Le cumul annuel moyen de précipitations est de 698 mm, avec 11,9 jours de précipitations en janvier et 8,5 jours en juillet. Pour la période 1991-2020, la température moyenne annuelle observée sur la station météorologique la plus proche, située sur la commune de Lesquin à 13 km à vol d'oiseau, est de 11,3 °C et le cumul annuel moyen de précipitations est de 740,0 mm,. Pour l'avenir, les paramètres climatiques de la commune estimés pour 2050 selon différents scénarios d'émission de gaz à effet de serre sont consultables sur un site spécial publié par Météo-France en novembre 2022.

## Urbanisme

### Typologie
Au 1er janvier 2024, Carnin est catégorisée ceinture urbaine, selon la nouvelle grille communale de densité à sept niveaux définie par l'Insee en 2022.
Elle est située hors unité urbaine. Par ailleurs la commune fait partie de l'aire d'attraction de Lille (partie française), dont elle est une commune de la couronne,. Cette aire, qui regroupe 201 communes, est catégorisée dans les aires de 700 000 habitants ou plus (hors Paris),.

### Occupation des sols
L'occupation des sols de la commune, telle qu'elle ressort de la base de données européenne d'occupation biophysique des sols Corine Land Cover (CLC), est marquée par l'importance des territoires agricoles (82 % en 2018), en diminution par rapport à 1990 (83,1 %). La répartition détaillée en 2018 est la suivante : 
terres arables (81,6 %), zones urbanisées (18 %), prairies (0,4 %). L'évolution de l'occupation des sols de la commune et de ses infrastructures peut être observée sur les différentes représentations cartographiques du territoire : la carte de Cassini (XVIIIe siècle), la carte d'état-major (1820-1866) et les cartes ou photos aériennes de l'IGN pour la période actuelle (1950 à aujourd'hui).

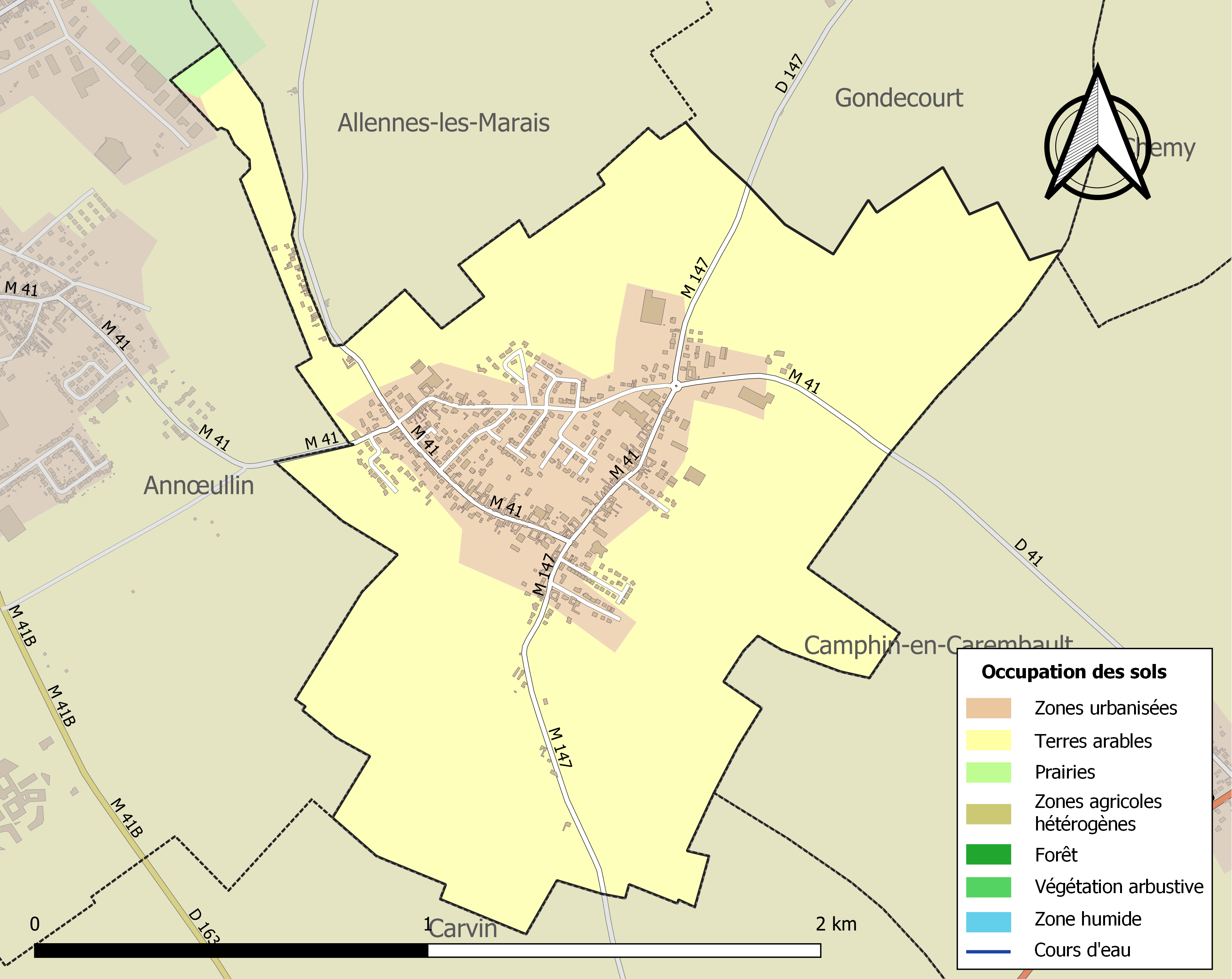
Carte des infrastructures et de l'occupation des sols de la commune en 2018 (CLC).

### Voies de communication et transports
La commune est desservie, en 2023, par la ligne de transport à la demande 21R du réseau Ilévia et par la ligne 880 du réseau interurbain Arc-en-Ciel 2.

## Histoire
Carnin donne son nom à une famille de la noblesse : la famille de Carnin qui au fil du temps ne possède plus la terre de Carnin.
En 1634, Sasbout de Varicq, écuyer, est seigneur de Carnin, bailli de Lille. Son père Pierre de Varicq, échevin de Delf (sans doute Delft), sous Philippe II a refusé de prendre le parti des rebelles (Révolte des Gueux) et a été forcé pour cette raison d'abandonner ses biens et de se réfugier en Flandre avec sa famille. Le 18 mars 1634, des lettres données à Madrid accordent la chevalerie à Sasbout de Varicq. Il a épousé Marie-Clémence Laurin, fille de Charles, conseiller au conseil privé du roi, a servi 33 ans en tant que bailli ou membre de différentes commissions. Des membres de cette famille ont été honorés par Charles Quint et Philippe II des charges de chancelier de Gueldre, président du conseil privé, etc..
Cyprien de Varick, écuyer, seigneur de Carnin, bailli de Lille, fils de Sasbout, bénéficie le 20 mai 1650 de lettres de chevalerie données à Madrid.
Maximilien-François de Carnin, baron de Lillers, Nédonchel, Gomiécourt, premier gentilhomme du pays d'Artois, député de la noblesse aux États d'Artois, bénéficie du titre de marquis pour sa terre de Nédonchel, par lettres données à Versailles en avril 1694.
Paul-Louis de Tenremonde, (famille de Tenremonde) épouse le 3 janvier 1734 Marie-Louise de Carnin (1705-1789), née à Ypres en 1705 et morte à Lille le 10 septembre 1789 à 83 ans, inhumée à Mérignies le 11 septembre 1789 aux côtés de son mari, fille de Jean de Carnin, créé comte de Carnin par Louis XIV en 1712, seigneur de Staden, baron de Slype, de Roosebeke, et de Marie-Anne le Poyvre, baronne de Maele.
À la fin du XVIe début du XVIIe siècle, Germain-François Petitpas (1674-1736), chevalier, est seigneur de Carnin, la Mousserie, Termeche, Tacardrie. Fils de François, écuyer puis chevalier, seigneur de Warcoing, bourgeois de Lille, mayeur (maire) de Lille, et de Marie-Jeanne de Moncheaux, il nait à Lille en mai 1674 (baptisé le 8 mai 1674), devient bourgeois de Lille le 20 juin 1702, est placé sous curatelle du fait de ses dettes le 10 janvier 1718, et meurt le 14 mai 1736, à 62 ans. Il est enterré dans la chapelle Notre-Dame de l'église de La Madeleine à Lille comme son frère aîné Pierre-Auguste, seigneur de Warcoing. Il épouse à Lille le 28 novembre 1701 Marie-Joseph du Bois de Hoves (1675-1733), fille de Wallerand-François-Joseph, écuyer, seigneur d'Hérignies et d'Isabelle-Thérèse du Grospré. Elle nait en 1675, et meurt le 24 août 1733, à 58 ans. Elle est enterrée dans l'église de Verlinghem.

### Situation administrative

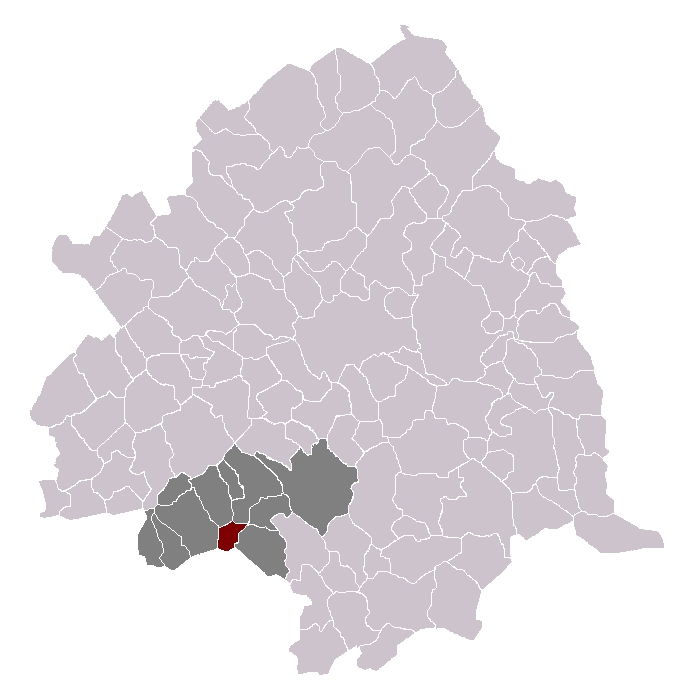
Carnin dans son canton et son arrondissement.

## Héraldique
|  | Les armes de Carnin se blasonnent ainsi :"D'argent à trois têtes de lion de gueules, lampassées et couronnées d'azur." |

## Politique et administration

### Liste des maires
Maire en 1802-1803 : Florent Dupont.
Maire en 1807 : Berthe.

Maire en 1808 : Ledoux.
| Période      | Période      | Identité       | Étiquette | Qualité                   |
| ------------ | ------------ | -------------- | --------- | ------------------------- |
| Mars 1995    | Janvier 2010 | André Dimnet   |           | Démission en Janvier 2010 |
| Janvier 2010 | Janvier 2017 | Eliane Delbecq | DVD       | Démission en Janvier 2017 |
| Mars 2017    | En cours     | Louis Marcy    |           |                           |

## Population et société

### Démographie

#### Évolution démographique
L'évolution du nombre d'habitants est connue à travers les recensements de la population effectués dans la commune depuis 1793. Pour les communes de moins de 10 000 habitants, une enquête de recensement portant sur toute la population est réalisée tous les cinq ans, les populations de référence des années intermédiaires étant quant à elles estimées par interpolation ou extrapolation. Pour la commune, le premier recensement exhaustif entrant dans le cadre du nouveau dispositif a été réalisé en 2006.

En 2022, la commune comptait 1 097 habitants, en évolution de +11,03 % par rapport à 2016 (Nord : +0,51 %, France hors Mayotte : +2,11 %).
| 1793 | 1800 | 1806 | 1821 | 1831 | 1836 | 1841 | 1846 | 1851 |
| ---- | ---- | ---- | ---- | ---- | ---- | ---- | ---- | ---- |
| 196  | 200  | 202  | 261  | 427  | 438  | 454  | 429  | 391  |

| 1856 | 1861 | 1866 | 1872 | 1876 | 1881 | 1886 | 1891 | 1896 |
| ---- | ---- | ---- | ---- | ---- | ---- | ---- | ---- | ---- |
| 406  | 403  | 437  | 413  | 444  | 426  | 448  | 448  | 449  |

| 1901 | 1906 | 1911 | 1921 | 1926 | 1931 | 1936 | 1946 | 1954 |
| ---- | ---- | ---- | ---- | ---- | ---- | ---- | ---- | ---- |
| 456  | 486  | 524  | 495  | 483  | 502  | 474  | 498  | 542  |

| 1962 | 1968 | 1975 | 1982 | 1990 | 1999 | 2006  | 2011 | 2016 |
| ---- | ---- | ---- | ---- | ---- | ---- | ----- | ---- | ---- |
| 601  | 598  | 639  | 833  | 955  | 970  | 1 033 | 964  | 988  |

| 2021  | 2022  | - | - | - | - | - | - | - |
| ----- | ----- | - | - | - | - | - | - | - |
| 1 076 | 1 097 | - | - | - | - | - | - | - |

#### Pyramide des âges
La population de la commune est relativement jeune.
En 2018, le taux de personnes d'un âge inférieur à 30 ans s'élève à 32,4 %, soit en dessous de la moyenne départementale (39,5 %). À l'inverse, le taux de personnes d'âge supérieur à 60 ans est de 24,2 % la même année, alors qu'il est de 22,5 % au niveau départemental.
En 2018, la commune comptait 516 hommes pour 508 femmes, soit un taux de 50,39 % d'hommes, largement supérieur au taux départemental (48,23 %).
Les pyramides des âges de la commune et du département s'établissent comme suit.
| Hommes | Classe d’âge | Femmes |
| ------ | ------------ | ------ |
| 0,4    | 90 ou +      | 0,2    |
| 4,6    | 75-89 ans    | 7,5    |
| 17,8   | 60-74 ans    | 18,0   |
| 22,4   | 45-59 ans    | 25,1   |
| 19,0   | 30-44 ans    | 20,4   |
| 17,7   | 15-29 ans    | 13,4   |
| 18,2   | 0-14 ans     | 15,4   |

| Hommes | Classe d’âge | Femmes |
| ------ | ------------ | ------ |
| 0,5    | 90 ou +      | 1,4    |
| 5,3    | 75-89 ans    | 8,1    |
| 14,8   | 60-74 ans    | 16,2   |
| 19,1   | 45-59 ans    | 18,4   |
| 19,5   | 30-44 ans    | 18,7   |
| 20,7   | 15-29 ans    | 19,1   |
| 20,2   | 0-14 ans     | 18     |

## Lieux et monuments
Église St Christophe

## Personnalités liées à la commune
- Jean-Baptiste Courtecuisse, Seigneur de Faucomprez 1544/1578
- Albert Elloy (1892-1947), international de football français

## Pour approfondir